# Varsen
Varsen (Nedersaksische uitspraak: Vars'n) is een oude buurtschap in de gemeente Ommen, in de Nederlandse provincie Overijssel. De buurtschap is gelegen aan de westzijde van Ommen aan de noordzijde van de Vecht op 19 kilometer ten oosten van Zwolle. De buurtschap telde op 1 januari 2015 560 inwoners.
Varsen van oorsprong een esdorp, met weidegronden langs de Vecht en een es op de hogere delen. Aan de noordzijde van het dorp ligt het Varsenerveld, vroeger een uitgestrekt heideveld dat tot de gemeenschappelijke gronden (marke) van Varsen behoorde. De heidevelden zijn in de eerste helft van de twintigste eeuw ontgonnen. In het Varsenerveld bevindt zich thans de buurtschap Vinkenbuurt. In de door de NCRV georganiseerde verkiezing van de mooiste plek van Nederland 2006 eindigde een natuurgebied in het Varsenerveld, een restant van het ooit uitgestrekte heideveld, op de tweede plaats.